# Listă de scriitori israelieni
Aceasta este o listă de scriitori israelieni.

## A
Shmuel Yosef Agnon -

## O
Amos Oz - 

## S
Michal Snunit -

## Š
Šabtai Šavit - 